# Joseph Caillet
Pour les articles homonymes, voir Caillet.
 (janvier 2015).
Si vous disposez d'ouvrages ou d'articles de référence ou si vous connaissez des sites web de qualité traitant du thème abordé ici, merci de compléter l'article en donnant les références utiles à sa vérifiabilité et en les liant à la section « Notes et références ».
Joseph Caillet  (1917 † 1962), militaire français du XXe siècle, a servi comme aviateur de la France libre pendant la Seconde Guerre mondiale.

## Biographie
Joseph Caillet est né le 18 avril 1917 à Paimpol, dans les Côtes-du-Nord, où ses parents, Pierre Caillet et son épouse Marie, née Charlès, étaient domiciliés rue Pasteur (actuellement rue des Islandais). Il était le sixième enfant d’une famille de sept.

### Une jeunesse laborieuse
À l’issue de ses études primaires, Joseph entre comme apprenti, puis mécanicien en titre au garage Robert le Lionnais.
Le 1er septembre 1937, il est appelé au service militaire dans la Marine Nationale, à Brest. Classé mécanicien, il est affecté à la base aéronavale de Lanvéoc-Poulmic où il est  breveté mécanicien aéronautique et nommé quartier maître le 15 avril 1939.

### Seconde Guerre mondiale
Il se trouve dans la région brestoise depuis la déclaration de guerre jusqu’aux évènements tragiques de mai-juin 1940. Poussé par le refus de se laisser prendre sans combattre l’ennemi, il embarque le 17 juin sur le PLM 17 à destination de l’Angleterre et débarque à Plymouth le 18.
Joseph Caillet rejoint Londres deux jours plus tard et y signe son engagement pour la durée de la guerre dans les Forces aériennes françaises libres (F.A.F.L.). Le 12 août, il rejoint le camp de St Athan (en) près de Cardiff où sont rassemblés les volontaires F.A.F.L. Il y arrive en compagnie de Jo Le Calvez de Plouha et d’un autre paimpolais, Le Guen ; il y retrouve le lézardrivien Yves Bourgès.
Le 21 juillet 1941, Joseph Caillet est muté à Camberley et nommé caporal-chef.
L’année suivante, il est dirigé sur l’école de radio-navigants de Cranwell où il sera nommé sergent le 1er juillet 1942. Il est muté à l’école de mitrailleurs d’Evanton le 14 novembre 1942 et breveté radio-mitrailleur (No 1500) le 18 décembre avec une mention très élogieuse. Il vole sur Douglas Boston puis sur Avro Anson et Bristol Blenheim.

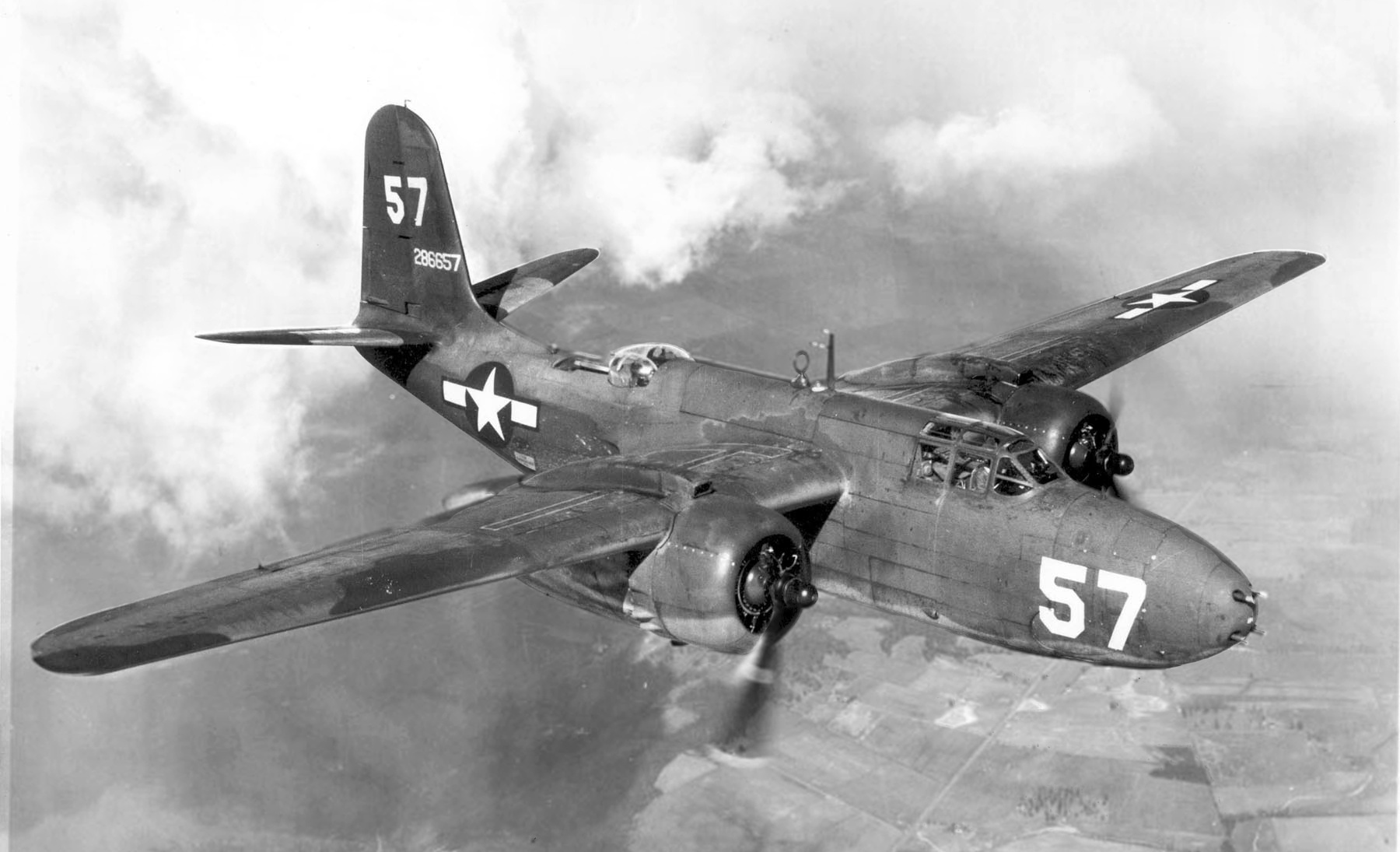
Douglas Boston.
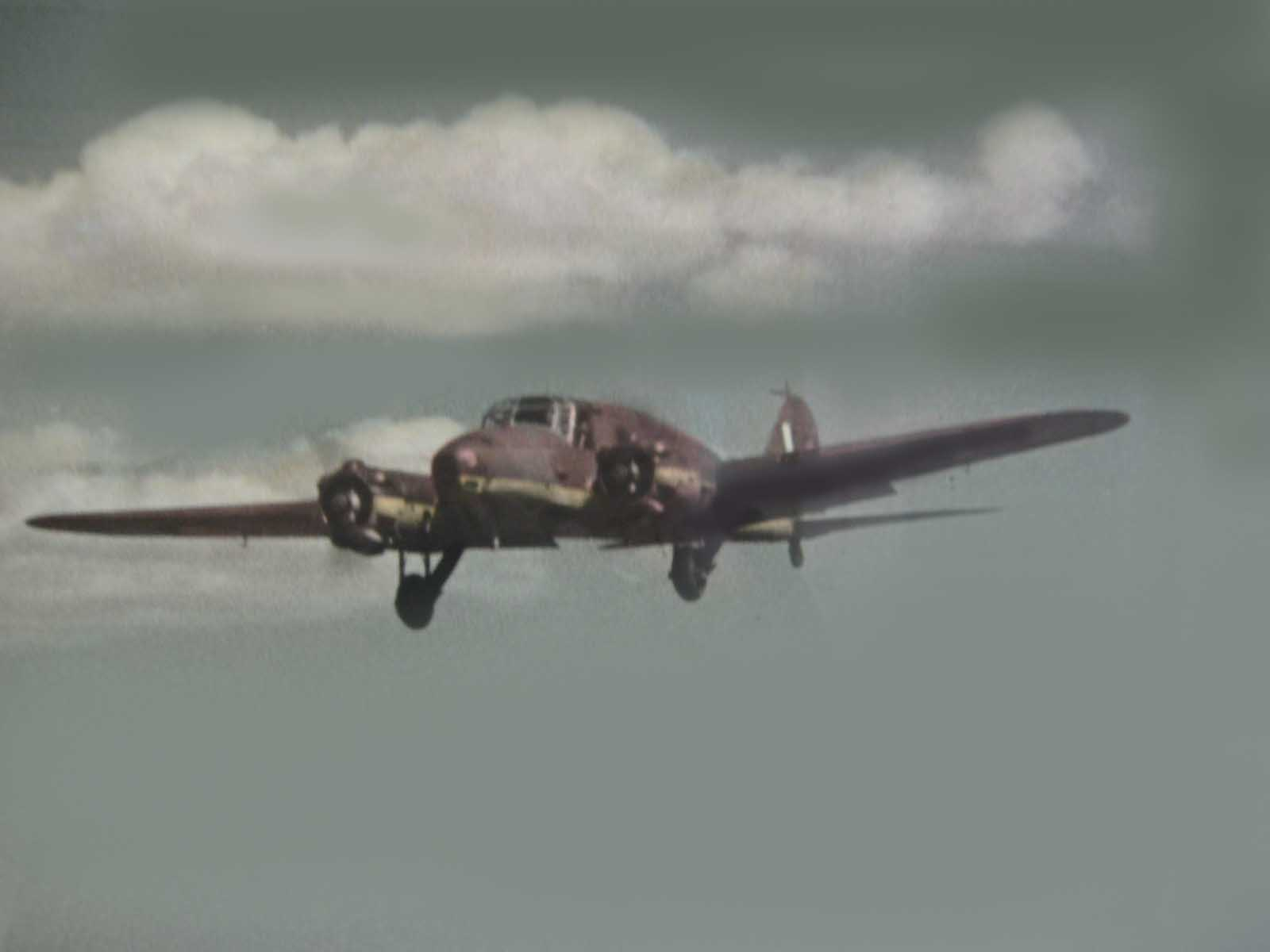
Avro Anson.
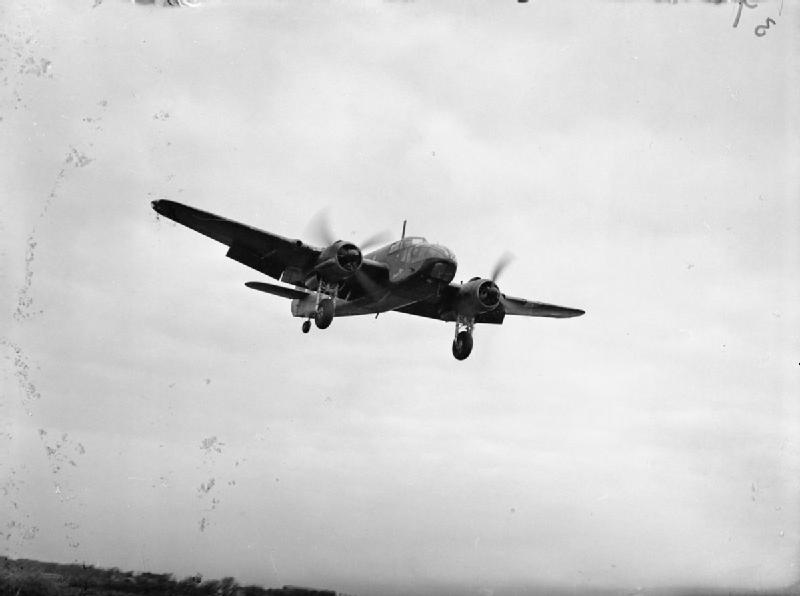
Bristol Blenheim.

Enfin, le 18 août 1943, il est définitivement affecté au Lorraine et poursuit son entrainement sur Boston Mk III, cette fois avec un équipage français à Hartford Bridge, au sud ouest de Londres.

### Le baptême du feu
Pour l’engagement en opérations, Joseph Caillet vole avec l’adjudant Kerbrat, pilote, et trois autres membres d’équipage. Il occupera toujours le poste de radio-mitrailleur à la tourelle dorsale. Il a aussi à sa disposition un second "manche à balai" en cas de d’incapacité du pilote.
Les missions de bombardements se succèdent mais les pertes sont lourdes dans le groupe et les avions qui rentrent sont très abîmés.
Le 1er trimestre 1944 est très actif. Le 1er mars, il est promu sergent-chef et obtiendra une citation élogieuse à l’ordre de l’Armée aérienne avec attribution de la Croix de guerre.
Après trois mois comme instructeur à l’école de radio-navigants de Madley (en), il reprend à sa demande un rôle de pilote actif.
L’équipage du capitaine Lefevre revient au Lorraine et reprend le rythme des missions. Désormais les missions sont dirigées sur l’Allemagne avec une "Flak" de plus en plus concentrée par suite du repli des armées allemandes sur leur territoire national.

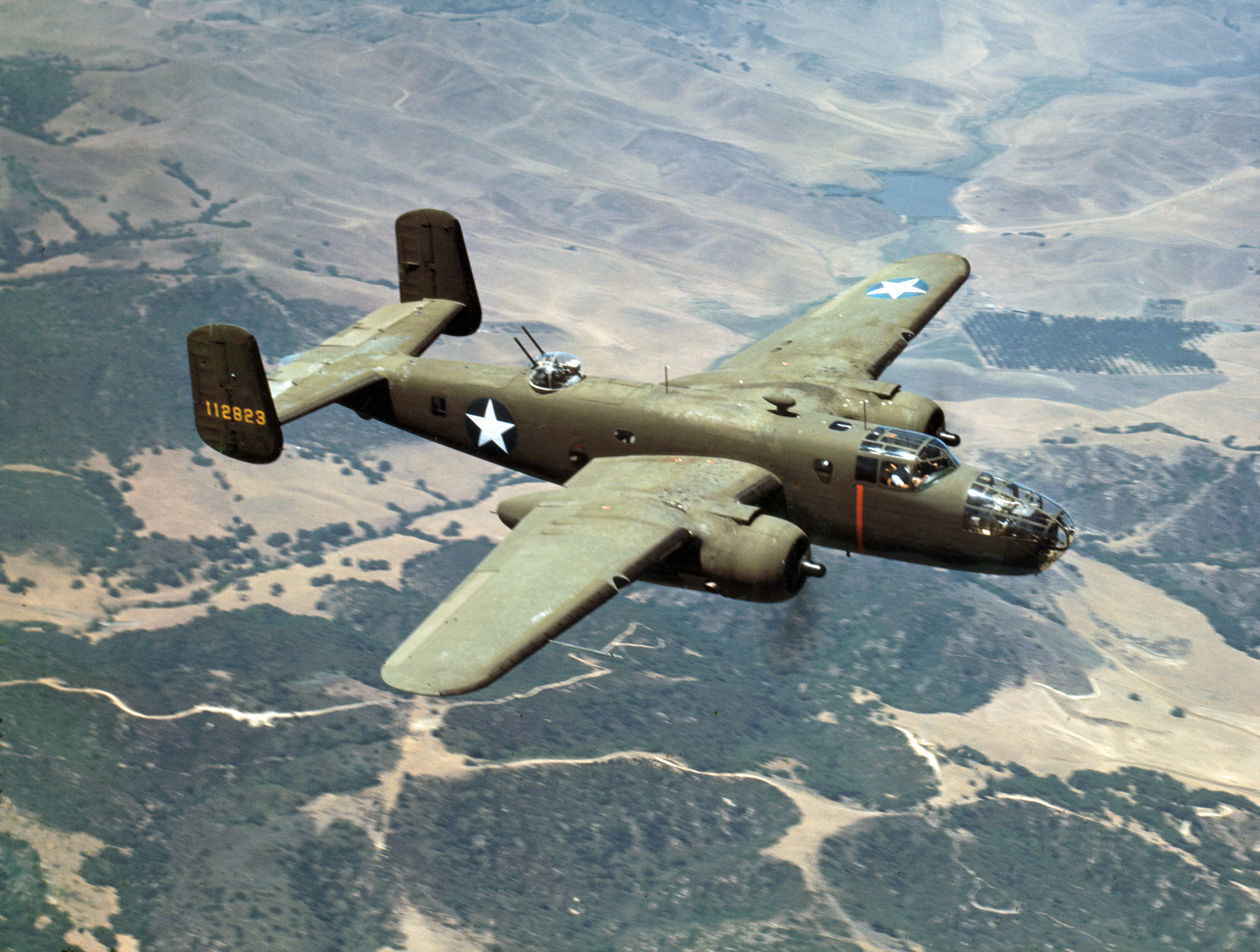
North American B-25 Mitchell

Le 21 janvier 1945, l’avion bombarde les positions d'artilleries d’Arsbeck, en Allemagne. Alors que l’avion dégage après avoir largué ses bombes, il est touché par la Flack. L’avion est à 200 kilomètres de la base la plus proche et il devient difficilement contrôlable, de plus la météo est exécrable. Le pilote réussit à poser l'avion malgré un train d’atterrissage défectueux mais la panne de frein lui fait faire un tête à queue qui sort l’avion de la piste et le stoppe dans la neige. L’équipage est indemne ; l’avion est percé de 59 trous, certains de la taille d’une assiette.
Après un entrainement sur un nouvel avion, le North American B25 "Mitchell", les opérations reprennent entre le 9 avril et le 2 mai 1945.
Sa campagne s’achève avec un total de 75 missions.
Sa belle conduite lui a valu trois citations et la Médaille Militaire.

### Vers de nouveaux horizons
Après la fin de la guerre, il reste dans l’Armée de l’air.
Les affectations se succèdent, Le Bourget, et Alger le 10 octobre 1945. Il épouse à Plouézec, une amie d’enfance, Amélina Morvan, avec qui il a quatre enfants. Les mutations et déménagements se succèdent de 1946 à 1952.
Il est nommé Lieutenant (1947), breveté navigateur, fait chevalier de la Légion d’Honneur (1949). Promu capitaine, il est affecté comme instructeur à la Base-École d’Avord.
Il est ensuite nommé en Extrême-Orient, au groupe de transport Béarn pour une durée de treize mois avec une intense activité aérienne.
En 1956, il est nommé à la base aérienne 601 de Châteaudun où il effectue de très nombreuses missions de convoyage d’avions vers divers pays étrangers. En 1958, il est promu officier de la Légion d’Honneur.
Puis c’est la campagne d’Algérie pendant trois ans. Il totalisera 396 missions avec plusieurs citations.
En février 1961, il rejoint sa base de Châteaudun et son escadron de convoyage pour finir sa carrière de navigant.
Il meurt le 23 mars 1962 dans un accident sur la route nationale 10, à hauteur de Trappes, alors qu’il revenait d’une mission de liaison auprès de l’ambassade d’Israël à Paris. Son épouse, qui l’accompagnait, est grièvement blessée.

## Décorations
- Officier de la Légion d'honneur
- Médaille militaire
- Croix de guerre 1939–1945 et 3 citations
- Médaille de la Résistance française (16 juin 1946)[1]